# Бютелль, Людовик
Людови́к Жан-Люк Бюте́лль (фр. Ludovic Jean-Luc Butelle; род. 3 апреля 1983, Реймс) — французский футболист, вратарь клуба «Реймс».

## Клубная карьера
Бютелль родился в Реймсе и начал карьеру в «Меце» в 2001, выйдя на поле в 6 матчах. Впоследствии он стал основным вратарём клуба, после чего был подписан испанской «Валенсией» в июле 2004 года, которая рассматривала его как потенциальную замену стареющим Андресу Палопу и Сантьяго Каньисаресу. Для получения игровой практики Бютелль был отдан в шестимесячную аренду в «Эркулес», но вышел на поле лишь в одном матче.
С 2005 по 2007 год, после ухода Палопа, Бютелль стал вторым вратарём «Валенсии», сменив ещё одного ветерана, Хуана Луиса Мору. Бютелль дебютировал в Примере 19 марта 2006 года в проигранном со счётом 1:2 матче против «Расинга», а 29 ноября 2006 года продлил свой контракт, истекавший в июне 2009 года, ещё на три года.
В сезоне 2007/08 Бютелль вновь был отдан в аренду, на этот раз в «Вальядолид». Там после удачного старта он в конце концов проиграл битву за место в воротах юному Серхио Асенхо (18 лет) и ветерану Альберто (38 лет). После рассмотрения варианта с возвращением во Францию на оставшуюся часть сезона, он в конце концов остался в «Вальядолиде» до конца аренды.
В сезоне 2008/09 Бютелль был отдан в аренду «Лиллю». В том сезоне он сыграл всего 4 матча, однако «Лилль» пожелал заключить с игроком полноценный контракт.
В последующие годы Бютелль играл на родине в командах второго дивизиона: «Ниме», «Арль-Авиньоне» и «Анже». После ухода на пенсию вратаря Грегори Малики Бютелль наконец стал основным вратарем «Анже».
В начале 2016 года Бютелль перешёл в бельгийский «Брюгге», с которым заключил контракт на два с половиной года.

## Достижения
«Валенсия»
- Обладатель Суперкубка УЕФА: 2004